# Starlight (canción de Taeyeon)
«Starlight» es una canción interpretada por los cantantes surcoreanos Taeyeon y Dean para el segundo miniálbum de Taeyeon titulado Why. La canción fue lanzada el 25 de junio de 2016 por S.M. Entertainment como sencillo principal del EP. La letra de la canción fue escrita por Lee Seu Ran de Jam Factory, mientras que su música fue compuesta por Jamil «Digi» Chammas, Taylor Mckall, Tay Jasper, Adrian McKinnon, Leven Kali, Sara Forsberg y MZMC. «Starlight» es una canción de pop y R&B que cuenta con sintetizadores en su instrumentación. Sus letras detallan una relación romántica.
El sencillo recibió críticas generalmente positivas de los críticos de música, que eran favorables hacia sus estilos musicales y la apariencia de Dean. Alcanzó el puesto número cinco en el Gaon Digital Chart de Corea del Sur y se ubicó en el sexto lugar de la lista de canciones digitales de Billboard. El vídeo musical para la canción fue dirigido por Im Seong Gwan y fue publicado simultáneamente con el lanzamiento de la canción. Filmado en Los Ángeles, California, el vídeo representa a Taeyeon y Dean como una pareja amorosa. Aunque Taeyeon nunca interpretó la canción en vivo en programas de música, «Starlight» alcanzó el número uno en Music Bank de KBS2 el 8 de julio de 2016. La canción fue incluida en el setlist de la serie de conciertos de Taeyeon Butterfly Kiss, que tuvo lugar en Seúl y Busan en julio y agosto de 2016. 

## Antecedentes y composición

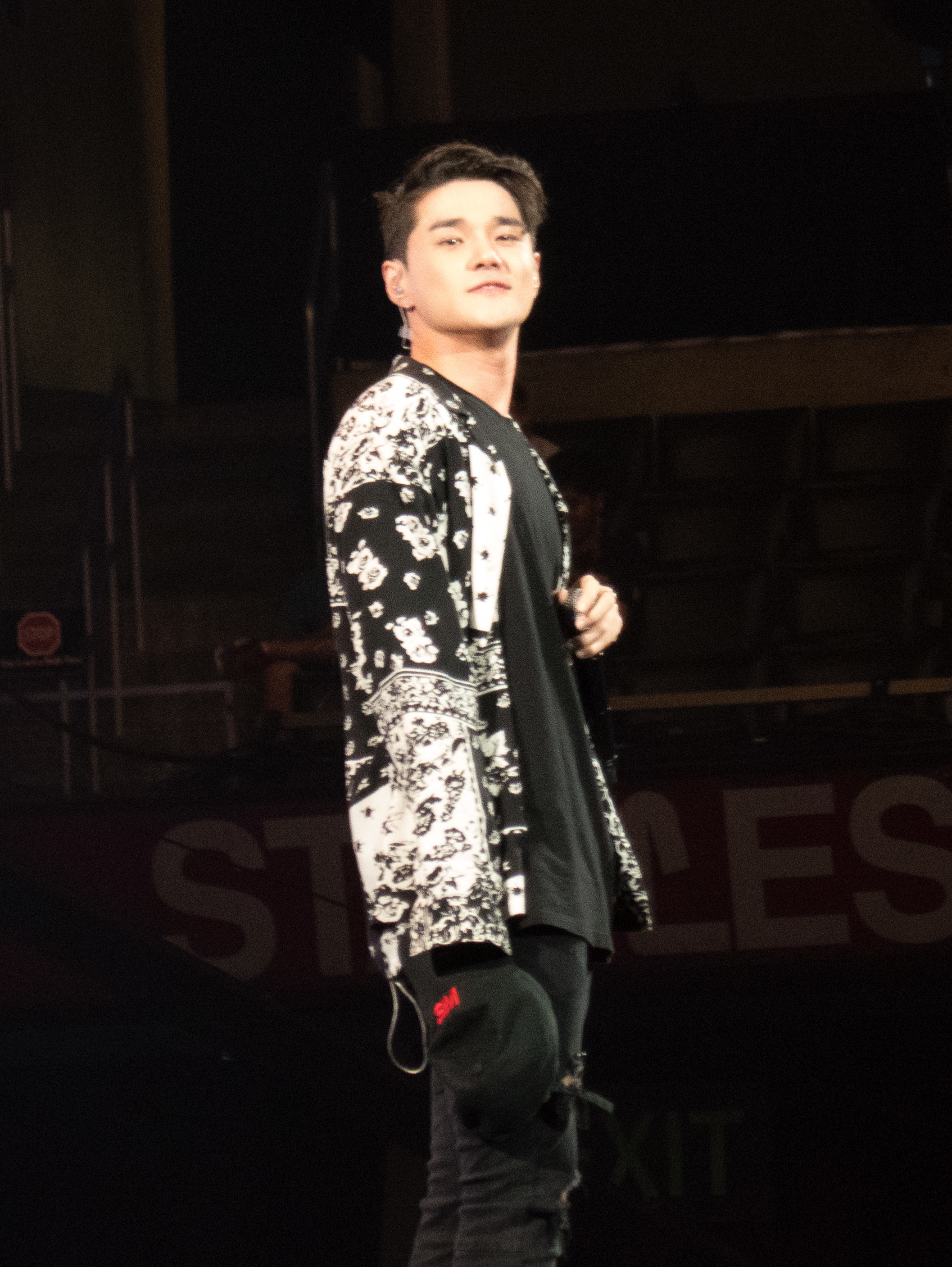
Dean en el KCON, Los Ángeles en 2016

Taeyeon debutó oficialmente como cantante en solitario en octubre de 2015 con el EP I, que era un éxito comercial, culminando en el número dos en Gaon Album Chart de Corea del Sur y ha vendido más de 140 000 copias en el país. Después del éxito de I, Taeyeon lanzó un sencillo para SM Station titulado «Rain», que se posicionó en el número uno de Gaon Digital Chart. Como su popularidad consolidada, S.M. Entertainment anunció el 17 de junio de 2016 que el segundo EP de Taeyeon Why sería lanzado el 28 de junio. También se anunció que «Starlight» con el cantante Dean sería lanzado como el sencillo principal del EP el 25 de junio. «Starlight» es una canción de retro pop y R&B de los años 90, que cuenta con sintetizadores «brillantes» en su instrumentación. Mientras tanto, un escritor de Special Broadcasting Service escribió que «Starlight» atrajo influencias de R&B y EDM. Las letras de la canción detallan una relación romántica con la letra «You are my starlight, shine on my heart / When I’m with you, it feels like I’m dreaming all day / You are my starlight, I get so happy / Your love is like a gift.»

## Recepción
El sencillo recibió críticas generalmente positivas de los críticos musicales, quienes elogiaron los estilos musicales de la canción. Jung So Young de OSEN (Online Sports and Entertainment News) describió la canción como una sensación «agradable».

## Promoción
Taeyeon se embarcó en una serie de conciertos titulada Butterfly Kiss. El concierto tuvo lugar en el Parque Olímpico de Seúl del 9 al 10 de julio de 2016 y en Busan en el KBS Hall del 6 al 7 de agosto de 2016. «Starlight» fue incluido en el setlist de la serie, que consistió en veintidós canciones en total.

## Posicionamiento en listas
| Lista (2016)                         | Mejor posición |
| ------------------------------------ | -------------- |
| South Korea (Gaon)                   | 5              |
| U.S. World Digital Songs (Billboard) | 6              |

## Reconocimientos

### Premios en programas de música
| Programa         | Fecha              |
| ---------------- | ------------------ |
| Music Bank (KBS) | 8 de julio de 2016 |